# Sunderøya

Sunderøya  est une île de la commune de Øksnes , en mer de Norvège dans le comté de Nordland en Norvège. 

## Description
L'île de 0,5 km2 fait partie de l'archipel des Vesterålen. L'île se situe dans le détroit entre Tindsøya et Langøya. Elle possède un port naturel et un ancien village de pêcheurs